# 中双糖
中双糖（ちゅうざらとう）は、ショ糖を結晶させた砂糖の一種。主に通称として、ザラメ（粗目）、黄双目、キザラと呼ばれる。

## 特徴
製法は白双糖と同じであるが、製造工程や仕上げ時に、カラメルを混入したり表面に吹き付けたりしているため、粒の色はやや黄色みを帯びているので黄ザラメとも呼ばれる。また三温糖と似た製法を用いることで、元から黄色味を帯びたザラメを作ることもできる。なお砂糖を精製する前の粗糖を原料としたものは赤ザラメという別の種類になる。

## 成分
中双糖は白双糖とほぼ同じ成分だが、カラメル成分を含むことによる風味があることから、カルメ焼きなどでは欠かすことができず、カステラなどの焼き菓子でも風味付けを兼ねて使われる。また醤油との相性も良いことから、煮物や佃煮などでも用いられる。なお、ザラメがよく使われる綿菓子の場合は、カラメル成分を含む中双糖では粘度が高いため、回転窯が焦げ付く原因となりやすく、粘度が低い白双糖が好まれている。